# Alessandro Caramiello
Alessandro Caramiello (Napoli, 7 luglio 1977) è un politico italiano.

## Biografia
Nato a Napoli, è residente a Portici, è sposato e ha due figlie. Dal 1999 lavora nel settore automotive come progettista e consulente per società del gruppo Fiat, FCA e Stellantis tra Pomigliano d'Arco e Torino. È laureato in Ingegneria Civile con una tesi in tecnica e pianificazione urbanistica. 
Il 31 maggio del 2019 è stato insignito del titolo di Cavaliere di Merito del Sacro Militare Ordine Costantiniano di San Giorgio, il più antico ordine cavalleresco della storia.

### Attività politica
Inizia a fare politica tra il 2007 e il 2008, diventando un attivista dei Meetup degli Amici di Beppe Grillo di Napoli e Portici. Si candida per la prima volta alle elezioni amministrative del 2017 nella sua città, venendo eletto consigliere comunale per il Movimento 5 Stelle risultando il più votato della sua lista con 411 voti individuali e divenendo capogruppo. Viene rieletto anche nel 2022, risultando il più votato della coalizione tra il Movimento 5 Stelle, Europa Verde e Sinistra Italiana con 404 preferenze.
Alle elezioni politiche del 2022 viene eletto deputato per il Movimento 5 Stelle nel collegio plurinominale Campania 1 - 02, dimettendosi quindi da consigliere comunale. Durante la XIX legislatura è capogruppo del Movimento 5 Stelle nella XIII Commissione Agricoltura ed è presidente dell'intergruppo parlamentare "Sud, Aree Fragili e Isole Minori", formato da circa 50 parlamentari di tutte le forze politiche e caratterizzato da un comitato tecnico che ha l'obiettivo di sostenere le imprese e creare le condizioni per lo sviluppo delle zone interessate.